# Wilhelmsburg (Vorpommern)
Wilhelmsburg ist eine Gemeinde im Landkreis Vorpommern-Greifswald im Osten Mecklenburg-Vorpommerns (Deutschland). Sie wird vom Amt Torgelow-Ferdinandshof mit Sitz in der Stadt Torgelow verwaltet.

## Geographie
Wilhelmsburg liegt am Ostrand der Friedländer Großen Wiese in einem ausgedehnten Tiefland. Südlich schließen sich Waldgebiete an, die zur Ueckermünder Heide gehören.
Umgeben wird Wilhelmsburg von den Nachbargemeinden Ferdinandshof im Norden, Torgelow im Osten, Jatznick im Südosten, Rothemühl im Süden, Heinrichswalde im Südwesten sowie Galenbeck im Westen und Nordwesten.

### Gemeindegliederung
Zur Gemeinde gehören die Ortsteile Eichhof, Fleethof, Friedrichshagen, Mariawerth, Mühlenhof und Wilhelmsburg.

## Geschichte
Am 1. Juli 1950 wurden die bis dahin eigenständigen Gemeinden Eichhof und Friedrichshagen eingegliedert; am 1. Januar 1974 auch noch die Gemeinde Mariawerth.
Friedrichshagen
Auch der Sohn des Königs, Friedrich der Große siedelte Pfälzer Kolonisten im Gebiet an, es entstand der Ortsteil Friedrichshagen.
Wilhelmsburg
Auf eine Anordnung von Friedrich Wilhelm I. wurde 1722 mit der Errichtung einer Glashütte begonnen (Ortsteil Johannesberg). Der König verlieh der Siedlung nahe dieser Glashütte den Namen Wilhelmsburg. Ab Mitte des 18. Jahrhunderts wurde der Ort von Kolonisten aus der Pfalz besiedelt. Bis zum Ende des Zweiten Weltkrieges bestand in Wilhelmsburg ein Remonteamt.
Das Bild der Gemeinde hat sich in den letzten Jahren verbessert, zahlreiche Häuser wurden saniert, Straßen und Wege erneuert.

## Politik

### Gemeindevertretung
Die Wilhelmsburger Gemeindevertretung hat 7 Mitglieder.
| Wahlgruppe                                 |   |
| ------------------------------------------ | - |
| Wählergemeinschaft Friedländer Wiese (WFW) | 3 |
| Einzelbewerber Dörk                        | 1 |
| Einzelbewerber Senz                        | 1 |
| Einzelbewerber Fischer                     | 1 |
| Einzelbewerber Wrase                       | 1 |

(Stand: Kommunalwahl 2024)

### Bürgermeister
Peter Weimer wurde 2024 als parteiloser Kandidat auf der AfD-Liste in einer Stichwahl mit 53,8 % zum Bürgermeister gewählt. Er wurde der erste AfD-Bürgermeister von Mecklenburg-Vorpommern. Er setzte sich gegen den parteilosen Ulf Wrase durch, der ab 1994 Bürgermeister von Wilhelmsburg war.

### Landtagswahl
Bei der Landtagswahl in Mecklenburg-Vorpommern 2011 stimmten 26,8 Prozent der Wähler für die NPD (2006: 27,9), 26,3 Prozent für die SPD (23,8), 17 Prozent für die CDU (23,3) und 15,9 Prozent für Die Linke (14,4).

### Dienstsiegel
Die Gemeinde verfügt über kein amtlich genehmigtes Hoheitszeichen, weder Wappen noch Flagge. Als Dienstsiegel wird das kleine Landessiegel mit dem Wappenbild des Landesteils Vorpommern geführt. Es zeigt einen aufgerichteten Greifen mit aufgeworfenem Schweif und der Umschrift „GEMEINDE WILHELMSBURG * LANDKREIS VORPOMMERN-GREIFSWALD“.

## Sehenswürdigkeiten
- Die kleine Dorfkirche in Wilhelmsburg von 1952/53 mit einem Dachreiter über dem Eingang ist ein Beispiel des Kirchenbaus aus dieser Zeit in der DDR.
- Herrenhaus in Mariawerth

## Sport
In der Gemeinde befindet sich eine Motocross-Bahn, die auch überregional genutzt wird.

## Verkehrsanbindung
In der nahegelegenen Gemeinde Ferdinandshof bestehen Anschlüsse an das Bundesstraßennetz (B 109 Berlin–Greifswald) sowie an das Bahnnetz (Berlin–Stralsund). Über die Anschlussstelle Strasburg besteht ein Anschluss an die Bundesautobahn 20.

## Belege
1. ↑  Statistisches Amt M-V – Bevölkerungsstand der Kreise, Ämter und Gemeinden 2023 (XLS-Datei) (Amtliche Einwohnerzahlen in Fortschreibung des Zensus 2011) (Hilfe dazu).
2. ↑  https://www.ndr.de/nachrichten/mecklenburg-vorpommern/wahlenmv2024/ergebnis372_wahlid-6381.html
3. ↑  Hauptsatzung § 1 Abs.2 (PDF; 107 kB).
4. ↑  genealogy.net: Mariawerth
5. ↑  Bekanntmachung des endgültigen Wahlergebnisses für die Wahl zur Gemeindevertretung Wilhelmsburg am 09. Juni 2024. In: amt-torgelow-ferdinandshof.de. 13. Juni 2024, abgerufen am 29. Juni 2024.
6. ↑  Oliver Hauck: Kommunalwahl 2024: So haben die Einwohner im Amt Torgelow-Ferdinandshof gewählt. In: nordkurier.de. 10. Juni 2024, abgerufen am 4. Juli 2024.
7. ↑  Nach der Kommunalwahl in MV: Das sind die Gewinner der Bürgermeister-Stichwahlen. Erstmals AfD-Bürgermeister in MV. In: ndr.de. 24. Juni 2024, abgerufen am 29. Juni 2024.
8. ↑  Bürgermeisterwahl am 23. Juni 2024 in Wilhelmsburg - Gewinner. In: ndr.de. 24. Juni 2024, abgerufen am 29. Juni 2024.
9. ↑  Oliver Hauck: Wilhelmsburg: Wahl am 9. Juni: Gleich vier Bewerber für den Bürgermeister-Stuhl in Wilhelmsburg. In: nordkurier.de. 6. Juni 2024, abgerufen am 29. Juni 2024.
10. ↑  Ergebnisse der Landtagswahl 2011
11. ↑  Hauptsatzung § 1 Abs.2 (PDF; 107 kB).